# Frente Autonómico
El Frente Autonómico fue una agrupación electoral vasca formada por el Partido Nacionalista Vasco (PNV), el Partido Socialista de Euskadi (PSE-PSOE), Euskal Sozialistak Elkartzeko Indarra (ESEI) e independientes, que presentó candidaturas al Senado en las elecciones constituyentes de 1977 en España. Surgió como plataforma común de nacionalistas y socialistas vascos para defender en el proceso constituyente que se abría en España a partir de 1977 la concesión de un estatuto de autonomía al País Vasco y Navarra. 
El Frente Autonómico presentó candidaturas en Vizcaya, Guipúzcoa y Navarra. En 1977 el PSOE era partidario de conceder un estatuto de autonomía común al País Vasco y Navarra, estando el PSOE de Navarra integrado dentro del Partido Socialista de Euskadi. En los años siguientes a la aprobación del estatuto navarro los socialistas de este territorio comenzaron a actuar de manera diferenciada y posteriormente el PSOE de Navarra abandonaría el PSE-PSOE y formaría una federación independiente dentro del PSOE, el Partido Socialista de Navarra.

## Resultados
En Guipúzcoa y Vizcaya sus seis candidatos al Senado fueron los más votados y obtuvieron acta de senador, entre ellos el histórico líder socialista Ramón Rubial. En Álava el Frente Autonómico no se presentó como tal, pero PNV y PSE-PSOE presentaron un único candidato por partido al Senado (se pueden presentar hasta tres), lo que facilitó que los dos fueran elegidos; igualmente también fue elegida otra candidatura independiente afín al Frente Autonómico. En Navarra el Frente Autonómico solo pudo colocar a uno de sus tres candidatos en el Senado, el nacionalista Manuel de Irujo, al ser superados en votos por los tres candidatos de UCD. Por todo ello cabe decir que en el País Vasco los candidatos (y afines) del Frente Autonómico obtuvieron nueve de las doce actas de senador del territorio. Contando Navarra, sus resultados fueron diez escaños de dieciséis:
- Álava: Luis Alberto Aguiriano (PSOE), Ramón Bajo (independiente), Ignacio Oregui (PNV).
- Guipúzcoa: Federico Zabala (PNV), Gregorio Monreal (ESEI) y Enrique Iparraguirre (PSOE)
- Navarra: Manuel de Irujo (PNV)
- Vizcaya: Mitxel Unzueta (PNV), Juan María Vidarte (independiente) y Ramón Rubial (PSOE).